# Кырре, Уку
Уку Кырре (эст. Uku Kõrre; 19 апреля 2000, Тарту) — эстонский футболист, центральный защитник клуба «Нымме Калью».

## Биография
Воспитанник клуба «Пярну ЯК», на юношеском уровне также провёл несколько матчей за «Вапрус» и за сборную Эстонии U15. Во взрослом футболе дебютировал в 2016 году в составе старшей команды «Пярну ЯК», игравшей в четвёртом дивизионе.
В 2017 году перешёл в «Вапрус» (Пярну). Дебютировал в высшем дивизионе Эстонии 11 марта 2017 года в матче против «Таммеки», заменив на 45-й минуте Тыниса Вихмоя. Свой первый гол в чемпионате забил 21 октября 2017 года в ворота «Таммеки». Всего провёл восемь сезонов за «Вапрус», из них два (2019, 2020) — в первой лиге, где в 2020 году стал победителем. В составе «Вапруса» сыграл 231 матч и забил 8 голов в чемпионатах страны (без учёта переходных матчей), из них 170 матчей и 3 гола — в высшей лиге. В 2023 году выходил на поле во всех 36 матчах сезона.
В начале 2025 года перешёл в таллинский «Нымме Калью».
Вызывался в юношескую сборную Эстонии (до 19 лет), где сыграл 2 матча.